# Бакыркёй
Бакыркёй (тур. Bakırköy) — район провинции Стамбул, часть города Стамбул в Турции.

## История
Во времена Рима и Византии здесь находилось поселение Евдом (греч. Ἕβδομον, «Седьмая» — то есть населённый пункт на седьмой миле от Константинополя). Император Валент II построил здесь императорский дворец Магнавра в Евдоме, носящий то же название, как и одно из сооружений Большого константинопольского дворца, а император Юстиниан I — дворец Jucundianae. Здесь было возведено две церкви, посвящённые Иоанну Крестителю, в одной из которых была погребена голова святого и останки императора Василия II Болгаробойцы.
В Евдоме находилось Марсово поле, на котором солдатами было провозглашено несколько императоров — в том числе Валент II, Флавий Аркадий, Гонорий, Феодосий II, Фока, Никифор II Фока.
Позднее здесь находилось селение Макро-хори (греч. Μακροχώρι), которое турками было именовано Макры-кёй (Makri köy, Makri-keuy) В 1878 году в соседней деревушке Айос-Стефанос был подписан Сан-Стефанский мир между Российской и Османской империей. В 1909 году здесь был низложен султан Абдул-Хамид II. В 1925 году Макрыкёй был переименован в Бакыркёй.
В 2015 году, в рамках строительных работ по увеличению городской парковки, предусмотрен снос старого рынка и вместе с ним двух православных храмов — святого великомученика Георгия и Вознесения Господня.

## Известные уроженцы и жители
- Араз Озбилиз (род. 1990) — армянский футболист.
- Герман (Афанасиадис, Яннакис) (1930—2018) — митрополит Феодоропольский.
- Елпидифор (Ламбриниадис) (род. 1967) — митрополит Прусский.
- Мюнир Озкул (1925—2018) — турецкий актёр театра и кино.
- Неджип Уйсал (род. 1991) — турецкий футболист косоварского происхождения.
- Павел (Меневисоглу) (род. 1935) — митрополит Шведский и Скандинавский.
- Фуркан Коркмаз (род. 1997) — турецкий профессиональный баскетболист, играющий на позиции атакующего защитника.
- Чагатай Улусой (род. 1990) - турецкий актер и модель.